# 不整地運搬車運転者
不整地運搬車運転者（ふせいちうんぱんしゃうんてんしゃ）とは、不整地運搬車運転特別教育及び不整地運搬車運転技能講習を修了した者。労働安全衛生法第61条、第76条（技能講習）、第59条（特別教育）にて規定されている。

## 概要
- 不整地運搬車を運転することができる。

※公道を走るには相応の運転免許が必要である。

## 区分
- 不整地運搬車運転特別教育 - 最大積載量1t未満の不整地運搬車を運転する。
- 不整地運搬車運転技能講習 - 最大積載量1t以上を含め全ての不整地運搬車を運転する。

## 受講資格
- 特別教育
  - 18歳以上。
- 技能講習
  - 18歳以上。

## 技能講習
- 技能講習は都道府県労働局長登録教習機関において行われる。講習科目や時間数は不整地運搬車運転技能講習規程（平成2年告示第66号）に基づく。
- 修了済みの特別教育の実務経験の有無などにより所要時間は異なる。原則は35時間。
  - 建設機械施工技士の内、1級の技術検定に合格した者で実地試験においてトラクター系建設機械操作施工を選択しなかった者又は2級の技術検定で昭和48年建設省告示第860号に定められた第二種から第六種までの種別に該当するものに合格した者は、下記学科1.又は実技1.が免除され、11時間。
  - 大型特殊自動車免許を有する場合は、下記学科1.又は実技1.が免除され、11時間。
  - 大型自動車免許、中型自動車免許、準中型自動車免許、普通自動車免許を有し、労働安全衛生法施行令第20条第12号[1]もしくは労働安全衛生規則第36条第9号[2]の業務の内、令別表第七第一号〔整地・運搬・積込み用機械❳、第二号❲掘削用機械❳、第三号❲基礎工事用機械❳又は第六号❲解体用機械❳に掲げる建設機械の運転の業務又は労働安全衛生法施行令第20条第14号[3]もしくは労働安全衛生規則第36条第5号の3[4]の業務に、3か月以上従事した経験を有する者は、下記学科1.又は実技1.が免除され、11時間。
  - 車両系建設機械（整地・運搬・積込み用及び掘削用）運転技能講習又は車両系建設機械（解体用）運転技能講習を修了した者は、下記学科1.又は実技1.が免除され、11時間。
  - 労働安全衛生法施行令第20条第12号[5]もしくは労働安全衛生規則第36条第9号[6]の業務の内、労働安全衛生法施行令別表第七第一号〔整地・運搬・積込み用機械❳、第二号❲掘削用機械❳、第三号❲基礎工事用機械❳又は第六号❲解体用機械❳に掲げる建設機械の運転の業務又は労働安全衛生法施行令第20条第14号[3]もしくは労働安全衛生規則第36条第5号の3[4]の業務に、6か月以上従事した経験を有する者は、下記実技1.が免除され、15時間。
  - 車両系建設機械（基礎工事用）運転技能講習を修了した者は、下記学科1.が免除され、31時間。

### 講習科目
- 学科

1. 走行に関する装置の構造及び取扱いの方法に関する知識（4時間）
2. 荷の運搬に関する知識（4時間）
3. 荷の運転に必要な力学に関する知識（2時間）
4. 関係法令（1時間）

- 実技

1. 走行の操作（20時間）
2. 荷の運搬（4時間）

※学科・実技とも、修了試験が課せられる。

## 特別教育
- 特別教育は各事業所（企業等）又は都道府県労働局長登録教習機関において行われる。
- 安全衛生特別教育規程（昭和47年労働省告示第92号）で規定された履修時間は12時間（以上）となっている。自動車免許所持の場合、履修時間は10時間（以上）となる。

### 講習科目
- 学科

1. 不整地運搬車の走行に関する装置の構造及び取扱いの方法に関する知識（2時間）
2. 不整地運搬車の荷の運搬に関する知識（2時間）
3. 不整地運搬車の荷の運転に必要な力学に関する知識（1時間）
4. 関係法令（1時間）

- 実技

1. 不整地運搬車の走行の操作（4時間）
2. 不整地運搬車の荷の運搬（2時間）

## 運転できる不整地運搬車
- クローラキャリア、ホイールキャリア